# گوستاف باوئر
گوستاف آدولف باوئر (به آلمانی: Gustav Adolf Bauer) (زادهٔ ۶ ژانویه ۱۸۷۰ – درگذشته ۱۶ سپتامبر ۱۹۴۴) رهبر حزب سوسیال دموکرات آلمان و صدراعظم این کشور در میان سال‌های ۱۹۱۹ تا ۱۹۲۰ بود.
او در دارکمن در پروس خاوری زاده شد. وی نمایندهٔ رایشستاگ بود. در کابینهٔ ماکس فن بادن او وزیر کار شد. در زمان صدارت عظمای فیلیپ شایدمان هم او این پست را نگاه‌داشت. پس از پایان جنگ جهانی اول که شایدمان در اعتراض به معاهده ورسای کناره‌گیری کرد، باوئر به صدر اعظمی رسید. اندکی پس از توطئه کاپ - که با انگیزهٔ مخالفت با پیمان ورسای ترتیب داده شده بود- باوئر در ۲۶ مارس ۱۹۲۰ از صدر اعظمی کناره‌گیری کرد.
باوئر در ۱۹۲۵ در پی رسوایی مالی برمات از حزب سوسیال دموکرات کناره‌گرفت، اگرچه در ۱۹۲۶ دوباره به حزب بازگشت. وی در سال‌های پس از آن در دولت‌های هرمان مولر و یوزف ویرت نیز خدمت کرد.